# Horita (metropolitana di Nagoya)
Horita (堀田駅?, Horita-eki) è una stazione della metropolitana di Nagoya situata nel quartiere di Mizuho-ku, a Nagoya, ed è servita dalla linea Meijō.

## Linee
Metropolitana di Nagoya
 Linea Meijō

## Struttura
La stazione è sotterranea, e possiede un marciapiede a isola con due binari passanti.
| 1 | Linea Meijō | per Aratama-bashi e Yagoto |
| 2 | Linea Meijō | per Kanayama e Sakae       |

## Stazioni adiacenti
| «           | Servizio    | »           |
| Linea Meijō | Linea Meijō | Linea Meijō |
| ----------- | ----------- | ----------- |
| Myōon-dōri  | -           | Tenma-chō   |